# 埃里克·墨菲
埃里克·墨菲（英語：Erik Murphy，1990年10月26日—），芬蘭、美国籃球運動員，他代表芬蘭國家男子籃球隊參賽。他曾參加2013年NBA選秀並被芝加哥公牛選中。

## 外部連結
- 埃里克·墨菲在fiba.basketball（英语）
- 埃里克·墨菲在archive.fiba.com（archived）（英语）
- 埃里克·墨菲在NBA（英语）
- 埃里克·墨菲在西班牙篮球甲级联赛（球員）（西班牙语）
- 埃里克·墨菲在土耳其籃球超級聯賽（英语）
- 埃里克·墨菲在B聯賽（日语）
- 埃里克·墨菲在Basketball-Reference.com（NBA）（英语）
- 埃里克·墨菲在Basketball-Reference.com（NBA G聯盟）（英语）
- 埃里克·墨菲在Basketball-Reference.com（國際）（英语）
- 埃里克·墨菲在Sports-Reference.com（NCAA）（英语）
- 埃里克·墨菲在ESPN（NBA）（英语）
- 埃里克·墨菲在Eurobasket.com（球員）（英语）
- 埃里克·墨菲在RealGM（英语）
- 埃里克·墨菲在Proballers（英语）